# Syncomistes butleri
Syncomistes butleri és una espècie de peix pertanyent a la família dels terapòntids.

## Descripció
- Pot arribar a fer 28 cm de llargària màxima.[4][5]

## Reproducció
Assoleix la maduresa sexual en arribar als 20-22 cm de llargària i es reprodueix entre el novembre i el desembre (quan la temperatura de l'aigua augmenta al voltant dels 29 °C).

## Alimentació
És herbívor i es nodreix d'algues.

## Depredadors
És depredat per la barramunda catàdroma (Lates calcarifer).

## Hàbitat
És un peix d'aigua dolça, bentopelàgic i de clima temperat.

## Distribució geogràfica
És un endemisme d'Austràlia.

## Observacions
És inofensiu per als humans.